# Conan (recueil)
Pour les articles homonymes, voir Conan.
Conan (titre original : Conan) est un recueil de nouvelles de fantasy, signé par Robert E. Howard et publié aux États-Unis en 1967, narrant les aventures du personnage de Conan le Barbare. Premier d'une série de huit recueils regroupant l'ensemble des textes que Howard a consacrés à son personnage, cette vaste anthologie rétrospective a été mise au point par deux autres auteurs américains de fantasy de la première moitié du XXe siècle : Lyon Sprague de Camp et Lin Carter. Près de 30 ans après la mort du créateur de Conan, Lyon Sprague de Camp et Lin Carter ont ré-assemblé les textes dans un ordre chronologique, ont modifié plus ou moins lourdement certains textes de Howard, ont remanié et réécrit plusieurs nouvelles. Ils ont en outre rédigé des nouvelles complètes supplémentaires, textes originaux ou composés à partir de fragments inachevés ou abandonnés par Howard. Longtemps restée l'édition de référence, ces volumes ne sont plus édités aujourd'hui, toutes les éditions récentes se basant sur les textes originaux de Howard, débarrassés des modifications et interpolations posthumes.

## Éditions françaises
- Aux éditions J.-C. Lattès[1].
- Aux éditions J'ai lu, en décembre 1984  (ISBN 2-277-21754-9)

## Liste des nouvelles
(Présentées dans l'ordre retenu dans l'édition originale)
1. La Chose dans la crypte - Carter & de Camp (The Thing in the Crypt)
2. La Tour de l'éléphant - Howard (The Tower of the Elephant)
3. La Chambre des morts - Howard & de Camp (The Hall of the Dead)[2]
4. Le Dieu dans l'urne - Howard (The God in the Bowl)
5. Le Rendez-vous des bandits - Howard (Rogues in the House)
6. La Main de Nergal - Howard & Carter (The Hand of the Nergal)[3]
7. La Cité des crânes - Carter et de Camp (The City of Skulls)